# ジョナサン・ジャクソン
ジョナサン・ジャクソン（Jonathan Jackson、1953年 - 1970年8月3日）は、アメリカ合衆国のブラックパンサー党幹部ジョージ・ジャクソンの弟。
1970年8月3日、ジョナサンはブラックパンサー党員のジェームズ・マックレーン(37歳)、ウィリアム・クリスマス(27歳)、ラッセル・マクギー(31歳）とともにショットガンやライフルを携行してカリフォルニア州マリン郡のサンラファエル地方裁判所を襲撃し、脱獄を企てた罪で死刑判決を宣告されていた兄ジョージの釈放を要求し、検事を人質に立てこもったが、数時間後に警官の突入を受け、ジョナサンとマックレーン、クリスマスは射殺され、マクギーは重傷を負って逮捕された。
同年10月8日、サンラファエル地裁は白人過激派のウエザーマンにより、ジョナサンを殺害した報復として爆破された。